# Доходный дом О. О. Вильнера
Доходный дом О. О. Вильнера — здание в Москве по адресу Старая Басманная улица, дом 12, строение 1. Охраняется как выявленный объект, имеющий признаки культурного наследия.

## История
До 1872 года владение принадлежало провизору Ф. Ф. Штокфишу, затем его приобрёл котельный завод Раузера. После закрытия завода в 1902 году участок купил инженер Осип Осипович Вильнер с целью постройки доходного дома. Проект здания выполнил архитектор Н. И. Жерихов, строительство велось в 1904 году.
Пятиэтажный дом построен в стиле венского модерна. На главном фасаде выделяются два эркера, идущие от второго до четвёртого этажа. В эркерах сделаны большие окна, аттики эркеров утоплены в последний мансардный этаж. Вдоль второго этажа тянется балкон с узорчатой кованой металлической решёткой ограждения. Многочисленный и разнообразный лепной декор дома включает в себя многие популярные у архитекторов московского модерна элементы: женские маски нескольких видов, болотные кувшинки, листья каштана, ветвей лавра, рокайльных рамок и луковичных растений. Окна здания украшены наличниками, причём на каждом этаже они разные
.
При советской власти на первом этаже был открыт продуктовый «финский магазин», оборудованный по принципу зарубежного супермаркета. В 1970-е годы в доме проживал спортивный комментатор Н. Н. Озеров. C 2008 года дом принадлежит ОАО «Первая грузовая компания». Внутренняя планировка дома сильно изменилась, однако во время реставрации 2009-10 годов фасад был приведён к историческому облику по сохранившимся чертежам.